# 離騷幻覺
《離騷幻覺》（英語：Dragon's Delusion）是香港動畫家江康泉執導、眾籌的科幻動畫電影，於2017年開始製作至今。

## 故事設定
當初秦始皇統一天下以後，找到長生不老的秘密，開始透過科技將人類與機械結合，社會出現改造人及機械人，而本來主宰世界的人類，反過來成為囚籠中的寵物……
概念來自江記連載漫畫《虛擬汨羅》，場景為秦國某個港口城市，一個曾經享盡繁榮，及後遭時代遺棄的地方。故事講述一位擁有屈原（《離騷》是戰國時代屈原所著楚辭）生前記憶的機械人，坐火車由紅磡前往汨羅江（屈原自盡的地方），尋找關於靈魂及自由意志的線索。

## 人物
| 角色                | 汨羅篇聲演 | 序章聲演 |
| ------------------- | ---------- | -------- |
| 屈原（Qu Yuan）     | 朱柏謙     | 劉俊謙   |
| 楚王（King Huai）   | 賴慰玲     |          |
| 嘉芙蓮（Catherine） | 賴慰玲     | 余香凝   |
| 士兵（Soilder）     | 阿靈       |          |
| 19號（Agent 19）    | 阿泉       |          |
| 骰仔（Dice）        |            | 岑珈其   |

## 製作團隊
- 導演：江康泉
- 監製：崔嘉曦
- 動畫總監：李國威
- 音樂演出：Teenage Riots、蔡世豪、李端嫻（Veegay）

## 獎項
先導動畫片段「汨羅篇」
| 頒獎典禮           | 獎項         | 結果 |
| ------------------ | ------------ | ---- |
| Digicon6 2017 Asia | Gold Mention | 獲獎 |

## 時間表
- 2017年：「汨羅篇」（Departure）和「刺秦篇」前導動畫[3]
- 2018年4月7日至5月18日：Kickstarter 眾籌
- 2020年6月23至8月23日：《蜃樓水月》藝術展覽（地點：逸東酒店）[4]
- 2020年8月14日：「離騷幻覺-序章」
- 2023年12月9日至2024年3月3日：《江康泉：戰國龐克》個展（地點：大館）

## 外部連結
- 離騷幻覺的Facebook專頁
- 離騷幻覺的Instagram帳戶